# Theresia de Coninck
Theresia de Coninck (1732 - 31 december 1795) was een cisterciënzer kloosterzuster en was tussen 1789 en 1795 de laatste abdis van de Abdij van Rozendaal.
De Coninck werd in 1788 gekozen als opvolgster van abdis Agnes Haegens. Zij werd benoemd op 2 mei 1789 en aangesteld op 6 april 1790. Op dat moment kende de gemeenschap meer dan veertig zusters. Op 16 juli 1794 vestigden Franse troepen zich in de abdij en op 4 maart 1795 werd er beslag gelegd op de goederen van de rijke abdij, die meer dan twintig hoeven en twee windmolens bezat. Op dat moment was abdis De Coninck al naar het Noorden gevlucht samen met vijf medezusters. 
Ze stierf dat jaar op 63-jarige leeftijd en na haar dood kon er geen nieuwe abdis meer worden verkozen. Op 15 juni 1796 werd er een uitdrijvingsbevel uitgevaardigd en de resterende zusters moesten op 7 januari 1797 gedwongen de abdij verlaten.